# SUB MACHINE, BEST MACHINE
『SUB MACHINE, BEST MACHINE』（サブマシーン・ベストマシーン）は、日本のバンドUNISON SQUARE GARDENの20周年記念ベストアルバム。2024年7月24日に発売された。

## 概要
前作の『Ninth Peel』より1年3ヶ月ぶりのアルバムである。結成20周年を記念して制作された。再ミックスまたは再レコーディングした曲や未発表曲、音源化されていなかった楽曲、新曲などを含む全34曲を収録。

初回限定盤には、2015年7月24日に日本武道館で開催された「UNISON SQUARE GARDEN LIVE SPECIAL "fun time 724" at Nippon Budokan 2015.07.24」を収録したBDを封入。

受注生産限定盤には、
・2011年8月20日にバンド史上唯一の日比谷野外音楽堂で開催されたライブ「"Populus Populus" TOUR 2011 ～3rd album release tour～ at 日比谷野外音楽堂 2011.08.20」、
・2015年7月24日に日本武道館で開催された「UNISON SQUARE GARDEN LIVE SPECIAL "fun time 724" at Nippon Budokan 2015.07.24」、
・2020年8月22日に開催された無観客オンラインライブ「USG 2020 "LIVE (in the) HOUSE 2"」、
・2014年12月18日に開催された「Que 20th Anniversary 2days series [OPERATION HATACHI] UNISON SQUARE GARDEN Premium LIVE in TOKYO at 下北沢CLUB Que 2014.12.18」、
・2024年5月8日に開催された、UNISON SQUARE GARDEN初ワンマンライブをリバイバルした「UNISON SQUARE GARDEN 20th Anniversary & CLUB Que 30th Anniversary presents UNISON SQUARE GARDEN ワンマンライブ "流星前夜 -rebirth-" at 下北沢CLUB Que 2024.05.08」
・「アナザーワールドエンド」Music Video
の上記6作を収録した5枚組のBDを封入。
そのほか、受注生産限定盤にはsub tracks盤収録楽曲のメンバー・ライナーノーツを掲載したブックレットや、ジャケット・デザインに使用されているモチーフにしたフィギュアを同梱。フィギュアにはメンバーによるペンキペインティングを施された。さらに、限定100体のフィギュアには「センチメンタルピリオド」のMVを彷彿とさせる3色ペインティング仕様となっている。
ダウンロード・サブスクリプション配信は、「アナザーワールドエンド」、Disc 2全容、Disc 3全容を「SUB MACHINE, BEST MACHINE (Best Selected Edition)」としてリリース。
同年9月からは本アルバムを引っ提げてのツアー "UNISON SQUARE GARDEN TOUR 2024「20th BEST MACHINE」"を開催。
同アルバムから「センチメンタルピリオド (S.B style)」のMVが先行公開された。大阪・舞洲スポーツアイランド 太陽の広場 特設会場で開催された結成15周年記念のライブ映像から始まり、活動初期の貴重なライブ映像や日本武道館のライブ映像、最近のライブ映像などを織り交ぜたメモリアルなMVとなっている。
7月15日、受注生産限定盤に同梱されるフィギュアのペインティングの模様がYouTubeに期間限定公開された。

## 楽曲について
星追い達の祈り
UNISON SQUARE GARDEN（当時のバンド名はユニゾン）結成にあたり、初めてスタジオに入り演奏された楽曲。
当アルバム発売前である2024年5月8日に下北沢CLUB Queにて開催された「UNISON SQUARE GARDEN 20th Anniversary & CLUB Que 30th Anniversary presents UNISON SQUARE GARDEN ワンマンライブ "流星前夜 -rebirth-"」にて、およそ10年ぶりに演奏された。
空の在処
バンドとして初めて参加した『TEENS' MUSIC FESTIVAL楽器店大会』にて、「星追い達の祈り」につづいて演奏された楽曲。過去に配布されたスタジオ音源集に収録。
ミカエルは雲の上
元のBPMよりも少し速くなっている。
ナツノヒ
『1st demo』に収録されていたバラード曲。該当デモCD以降、再収録などがなかった唯一の楽曲。
メロウ
過去に配布されたスタジオ音源集に収録。
カナシミトレイン
楽曲が作られた当時「スカースデイル」と「カナシミトレイン」のどちらをシングルにするか迷った。
月と天秤
過去に配布されたスタジオ音源集に収録。
ラズベリー、my dear
4thアルバムと5thアルバムの間に作られた楽曲であり、7thアルバムに収録された「オーケストラを観にいこう」及び、記念アルバムに収録された「徹頭徹尾夜な夜なドライブ」と同時期に出来上がっていた楽曲で、sub tracksの中で一番新しい未発表楽曲となる。

## 収録内容

### CD

#### sub tracks [Disc 1]
| 全作詞・作曲: 田淵智也、全編曲: UNISON SQUARE GARDEN。 |                                  |          |            |      |
| #                                                      | タイトル                         | 作詞     | 作曲・編曲 | 時間 |
| 1.                                                     | 「星追い達の祈り」               | 田淵智也 | 田淵智也   | 5:06 |
| 2.                                                     | 「空の在処」                     | 田淵智也 | 田淵智也   | 5:04 |
| 3.                                                     | 「レボリューションナンバーミー」 | 田淵智也 | 田淵智也   | 3:50 |
| 4.                                                     | 「ミカエルは雲の上」             | 田淵智也 | 田淵智也   | 4:22 |
| 5.                                                     | 「ナツノヒ」                     | 田淵智也 | 田淵智也   | 5:36 |
| 6.                                                     | 「メロウ」                       | 田淵智也 | 田淵智也   | 4:57 |
| 7.                                                     | 「カナシミトレイン」             | 田淵智也 | 田淵智也   | 4:44 |
| 8.                                                     | 「愛はきっと」                   | 田淵智也 | 田淵智也   | 3:21 |
| 9.                                                     | 「月と天秤」                     | 田淵智也 | 田淵智也   | 4:24 |
| 10.                                                    | 「bad music disco」              | 田淵智也 | 田淵智也   | 3:48 |
| 11.                                                    | 「ラズベリー、my dear」          | 田淵智也 | 田淵智也   | 4:32 |
| 12.                                                    | 「アナザーワールドエンド」       | 田淵智也 | 田淵智也   | 6:24 |
| 合計時間:                                              | 合計時間:                        | 56:08    |            |      |

#### best tracks [Disc 2]
S.B style：今作収録時再レコーディング
S.B mix：今作収録時ミックス変更
| 全編曲: UNISON SQUARE GARDEN、ストリングスアレンジメント: 伊藤翼（#6）、Voice SEアレンジメント: 小林康太（#11）。 |                                                                                             |            |       |
| # | タイトル                                                                                    | 作詞・作曲 | 時間  |
| 1. | 「センチメンタルピリオド (S.B style)」                                                      | 田淵智也   | 4:13  |
| 2. | 「マスターボリューム (S.B style)」                                                          | 田淵智也   | 3:08  |
| 3. | 「MR. アンディ (S.B style)」                                                                | 田淵智也   | 5:01  |
| 4. | 「cody beats (S.B style)」                                                                  | 田淵智也   | 3:57  |
| 5. | 「スカースデイル (S.B style)」                                                              | 斎藤宏介   | 4:25  |
| 6. | 「オリオンをなぞる (S.B style)」(テレビアニメ『TIGER & BUNNY』前期OPテーマ)                 | 田淵智也   | 4:23  |
| 7. | 「流星のスコール (S.B mix)」                                                                | 田淵智也   | 5:12  |
| 8. | 「リニアブルーを聴きながら」(アニメ映画『劇場版 TIGER＆BUNNY -The Beginning-』主題歌)       | 田淵智也   | 4:55  |
| 9. | 「桜のあと (all quartets lead to the?)」(テレビアニメ『夜桜四重奏 ～ハナノウタ～』OPテーマ) | 田淵智也   | 4:46  |
| 10. | 「harmonized finale」(アニメ映画『劇場版 TIGER＆BUNNY -The Rising-主題歌)                   | 田淵智也   | 5:15  |
| 11. | 「シュガーソングとビターステップ」(テレビアニメ『血界戦線』EDテーマ)                        | 田淵智也   | 4:14  |
| 合計時間: | 合計時間:                                                                                   | 合計時間:  | 49:29 |

#### best tracks [Disc 3]
| 全作詞・作曲: 田淵智也、全編曲: UNISON SQUARE GARDEN、* 編曲協力: eba（#3）、秋月須清（#5）、伊藤翼（#11）ストリングスアレンジメント: 田淵智也・伊藤翼（#9、#11）、SEアレンジメント: eba（#10）。 |                                                                                     |          |            |      |
| # | タイトル                                                                            | 作詞     | 作曲・編曲 | 時間 |
| 1. | 「Silent Libre Mirage」(テレビドラマ『男水!』主題歌)                                | 田淵智也 | 田淵智也   | 3:52 |
| 2. | 「10% roll, 10% romance」(テレビアニメ『ボールルームへようこそ』第1クールOPテーマ)  | 田淵智也 | 田淵智也   | 4:36 |
| 3. | 「Invisible Sensation」(テレビアニメ『ボールルームへようこそ』第2クールOPテーマ)    | 田淵智也 | 田淵智也   | 4:14 |
| 4. | 「fake town baby」(テレビアニメ『血界戦線&BEYOND』OPテーマ)                         | 田淵智也 | 田淵智也   | 4:23 |
| 5. | 「春が来てぼくら」(テレビアニメ『3月のライオン』第2シリーズ第2クールOPテーマ)       | 田淵智也 | 田淵智也   | 4:43 |
| 6. | 「Catch up, latency」(テレビアニメ『風が強く吹いている』第1クールOPテーマ)          | 田淵智也 | 田淵智也   | 4:44 |
| 7. | 「Phantom Joke」(テレビアニメ『Fate/Grand Order -絶対魔獣戦線バビロニア-』OPテーマ) | 田淵智也 | 田淵智也   | 4:03 |
| 8. | 「Nihil Pip Viper」                                                                 | 田淵智也 | 田淵智也   | 4:03 |
| 9. | 「kaleido proud fiesta」(アニメ『TIGER & BUNNY 2』OPテーマ)                         | 田淵智也 | 田淵智也   | 3:41 |
| 10. | 「カオスが極まる」(TVアニメ『ブルーロック』第1期第1クールOPテーマ)                  | 田淵智也 | 田淵智也   | 3:51 |
| 11. | 「いけないfool logic」(テレビアニメ『鴨乃橋ロンの禁断推理』1st season OP主題歌)     | 田淵智也 | 田淵智也   | 4:15 |
| 合計時間: | 合計時間:                                                                           | 46:25    |            |      |

### BD
【初回限定盤】
- UNISON SQUARE GARDEN LIVE SPECIAL "fun time 724" at Nippon Budokan 2015.07.24

【受注生産限定盤】
DISC1
- "Populus Populus" TOUR 2011 ～3rd album release tour～ at 日比谷野外音楽堂 2011.08.20

DISC2
- Que 20th Anniversary 2days series [OPERATION HATACHI] UNISON SQUARE GARDEN Premium LIVE in TOKYO at 下北沢CLUB Que 2014.12.18

DISC3
- UNISON SQUARE GARDEN LIVE SPECIAL "fun time 724" at Nippon Budokan 2015.07.24

DISC4
- USG 2020 "LIVE (in the) HOUSE 2"

DISC5
- UNISON SQUARE GARDEN 20th Anniversary & CLUB Que 30th Anniversary presents UNISON SQUARE GARDEN ワンマンライブ "流星前夜 -rebirth-" at 下北沢CLUB Que 2024.05.08
- 「アナザーワールドエンド」Music Video

## 追加演奏
Disc 1
- 鈴木貴雄：Xylophone (#9)

Disc 2
- 伊藤翼：Keyboards(#6)
- 大和田保紀
  - Keyboards (#7.8)
  - Additional Instruments (#8)
- 神佐澄人：Keyboards (#9.10.11)
- 田淵智也：Keyboards & Additional Instruments (#8)

Disc 3
- eba
  - Keyboards (#1.3)
- 神佐澄人：Keyboards (#2.5)
- 岸田勇気：Keyboards (#10)
- 伊藤翼
  - Keyboards (#11)
- 今野均、石亀協子、漆原直美、岡部磨知、亀井友莉、亀田夏絵、川口静華、城元絢花、芹田碧：Violin (#5)
- 森本安弘：Violin (#5.11)
- 二木美里、三品芽生：Viola (#5)
- 奥泉貴圭、西方正輝：Cello (#5)
- 土屋杏子、迫田圭、岡本侑里子、大光嘉理人、倉富亮太：Violin (#9)
- 奈須田弦、町田匡：Violin (#9.11)
- 萩谷金太郎：Viola (#9.11)
- 鈴村大樹、正田響子：Viola (#9)
- 宮尾悠：Cello (#9.11)
- 越川和音、水野由紀：Cello (#9)
- 吉澤達彦、真砂陽地：Trumpet (#11)
- 高井天音：Trombone (#11)
- 本間将人：Alto Saxophone (#11)
- 黒川和希：Tenor Saxophone (#11)
- 大嶋世菜：Violin (#11)
- 石田紗樹：Viola (#11)
- 小林奏太：Cello (#11)

## 記念ミュージアム
当アルバムの発売を記念した「UNISON SQUARE GARDEN “SUB MACHINE, BEST MACHINE” museum」が2024年7月20日より東京の「HMV&BOOKS SHIBUYA」、大阪の「HMV&BOOKS SHINSAIBASHI」の計2箇所で開催。
"HOUSE" をテーマに「ENTRANCE」、「LIVING ROOM -UNISON SQUARE GARDEN's History-」、「THEATER ROOM -ライブ映像上映-」、「CLOSET ROOM -衣装展示-」、「STUDY ROOM -書斎-」、「PLAY ROOM -フォトスポット-」、「”SUB MACHINE, BEST MACHINE” ROOM -メンバーメッセージ-」の7つの展示で構成。
UNISON SQUARE GARDENのこれまでを振り返るブースや、イズミカワソラをゲストに迎えた「UNICITY Vol.2」ライブ映像の上映、衣装展示、メンバーそれぞれが影響を受けた音楽や書籍などを特別公開するブース、スペシャルフォトスポットの設置などが実施されるほか、本ミュージアムの開催を記念してグッズの販売も実施。
また、ARスタンプを集めると、退場時に入場受付にて「SMBM museum スペシャルリーフレット」のプレゼントがある。また、入場者全員に「入場記念フォトフレームシート」のプレゼントがあり、前期（7月20日〜7月28日）には「crazy birthday」仕様、後期（7月29日〜8月4日）には「SMBM museum」仕様のフォトフレームシートが配布。